# 三浦康嗣
三浦 康嗣（みうら こうし、1978年 - ）は、□□□（クチロロ）主宰。東京スカイツリー合唱団長。作詞、作曲、編曲、演奏、エディット、歌唱、サウンドエンジニア、舞台演出等を一人でこなし、多角的に創作に携わる総合作家。

## 作品
□□□（クチロロ）の作品については「□□□」を参照

## 参加作品
| 発売日         | アーティスト名         | タイトル                                                | 参加楽曲                                              | |
| -------------- | ---------------------- | ------------------------------------------------------- | ----------------------------------------------------- | --- |
| 2004年10月20日 | メレンゲ               | 初恋サンセット                                          | 2. 二つの雨 5. 星の屑                                 | アシスタントエンジニア（2） 録音（益子樹、坂根尚との連名）（5）                                                                                    |
| 2004年11月15日 | SUBMARINE              | SUBTITLE                                                | disc1 disc2-1 サブマリン / 三浦康嗣（□□□）mix         | ミックスリミックス（disc2-1） |
| 2005年10月12日 | MUSIC FROM THE MARS    | summery                                                 | 7. Or anotheR                                         | コーラス参加 |
| 2008年3月19日  | V.A                    | JeNnY SPECIAL COLLECTION ～NEW STYLE OF '80s HITS       | 10.The Never Ending Story / Ughhellabikini Feat. Kana | ミックス |
| 2008年9月5日   | FRONTIER BACKYARD      | Rock The Boomy Style                                    |                                                       | 歌詞翻訳（3,9,10) |
| 2010年3月17日  | 環ROY                  | BREAKBOY                                                | 7.うるせぇ14.Break Boy in the Dream feat.七尾旅人     | 作編曲 |
| 2010年9月22日  | コトリンゴ             | picnic album 1                                          | 1. 恋とマシンガン（Young, Alive in Love）             | リズムトラック |
| 2011年5月4日   | 環ROY                  | あっちとこっち                                          | 1.ハッピーバースデー 6.みえないモノ                   | 共同プロデュース(1,6)、トラック製作(1,6)、ミックス＆マスタリング(1,2,4,6,10,11,12)                                                                 |
| 2012年1月25日  | 野宮真貴               | 30 〜Greatest Self Covers & More!!!〜                   | 8.「トゥイギー・トゥイギー」／Produced by □□□         | 編曲、プロデュース、プログラミング、録音、ミックス                                                                                                 |
| 2012年5月1日   | くもりな               | 名前のない日。                                          | 5. 1978（with 三浦康嗣）                              | ラップ |
| 2012年5月30日  | HALCALI                | ハルカリノオカワリ                                      | 6. ひみつCryin'                                       | 編曲 |
| 2012年8月8日   | 坂本美雨               | I'm yours!                                              | 10. 雨とやさしい矢                                    | 作詞(共作)・作曲 |
| 2012年9月19日  | Jimanica               | Torso                                                   | 3. Anyway Dream 8. Chapters                           | ボーカル |
| 2012年9月26日  | RYO THE SKYWALKER      | Word Piece                                              | 6.Piece of Creation7.Interlude                        | トラック制作・共同プロデュース |
| 2012年10月3日  | V.A.                   | 音楽劇『ファンファーレ』サウンドトラック(東京mix)       |                                                       | 演出（共同） 音楽 |
| 2012年10月3日  | MEG                    | WEAR I AM                                               | 10. WEAR I AM                                         | 作詞・作曲・編曲・プログラミング・録音エンジニアリング                                                                                             |
| 2013年4月3日   | 環ROY                  | ラッキー                                                | 1. ワンダフル 2. Kids 11. いまここ                    | 作曲、編曲 |
| 2013年6月5日   | MEG                    | SAVE                                                    | 2:ワスレナグサ-夢をみていた-                          | 作詞・作曲・編曲 |
| 2013年6月5日   | MEG ZOMBIES            | KISS OR BITE                                            | 2.グラジオラス-夢ならいいのに-                        | 作詞・作曲・編曲 |
| 2013年7月24日  | 私立恵比寿中学         | 中人                                                    | 9. 体操                                               | 編曲 |
| 2014年3月5日   | 坂本美雨               | Waving Flags                                            | 5.welcome to the village！9.おとぎ話                  | ドラム(5)、作詞作曲(9) |
| 2014年7月16日  | 荒井岳史               | beside                                                  | 5.マボロシ10.思い出さない                             | 編曲 |
| 2014年9月24日  | ドレスコーズ           | Hippies E.P.                                            | 1.ヒッピーズ3.Ghost4.メロディ5.若者たち               | 1.編曲、ローズ、シンセサイザー、エディット 3.編曲、シンセサイザー、グロッケンシュピール、ホイッスル4.共作詞、編曲、ゲストボーカル5．シンセサイザー |
| 2014年12月17日 | 木村カエラ             | MIETA                                                   | 8. MIETA                                              | プロデュース、作曲、共作詞、編曲、プログラミング                                                                                                   |
| 2015年1月20日  | Negicco                | Rice＆Snow                                              | 9. BLUE, GREEN, RED AND GONE                          | 作詞・作曲・編曲 |
| 2015年2月11日  | SUBMARINE              | 島唄                                                    |                                                       | プロデュース・作詞・作曲・編曲・トラック・ミックスetc                                                                                              |
| 2015年3月18日  | 夢みるアドレセンス     | Bye Bye My Days                                         | 2. DATE COUNT FIVE                                    | 作詞/編曲/サウンドプロデュース/エディット/サンプリング/シンセ/プログラミング/ボーカルディレクション/トラック録音                                   |
| 2015年6月24日  | Shiggy Jr.             | サマータイムラブ                                        | 3.サマータイムラブ (□□□remix)                         | リミックス |
| 2016年2月3日   | 荒井岳史               | プリテンダー                                            |                                                       | プロデュース・作詞・作曲・編曲・演奏etc |
| 2016年4月10日  | ぱいなっぷるくらぶ     | BANANA                                                  | Wo Ai Ni (MVバージョン)                               | - |
| 2016年6月1日   | ORIGINAL LOVE          | ゴールデンタイム                                        | 4.ゴールデンタイム (三浦康嗣(□□□)remix)               | リミックス |
| 2016年7月6日   | ロッカジャポニカ       | 教歌SHOCK!(英語盤)                                      | 2. NEW CROWN                                          | 作詞、作曲、編曲、エディット、サンプリング、プログラミング、キーボード                                                                             |
| 2017年4月5日   | 963                    | ろすとぷらねっと                                        |                                                       | ミックス |
| 2017年6月21日  | 環ROY                  | なぎ                                                    | 4.はらり                                              | トラック |
| 2017年8月30日  | 環ROY                  | はらり [SINGLE VERSION] / ゆめのあと                    | SIDE A:はらり [SINGLE VERSION]                        | トラック |
| 2017年10月25日 | ヒプノシスマイク       | Buster Bros!!! Generation                               | 3. New star / 山田 三郎（CV.天﨑 滉平）               | 作詞、作曲、編曲、サンプリング |
| 2017年11月22日 | 堀込泰行               | GOOD VIBRATIONS                                         | 3.バース・コーラス + □□□（クチロロ）                  | 作詞 キーボード |
| 2017年12月20日 | 荒井岳史               | will                                                    |                                                       | 共同編曲(1,2,3,4,5,9),作詞作曲編曲(7,8,10)演奏etc                                                                                                  |
| 2018年3月14日  | イヤホンズ             | Some Dreams                                             | 5. あたしのなかのものがたり                           | 作詞・作曲・編曲 |
| 2018年8月11日  | 963                    | 963                                                     | 4.ろすとぷらねっと6.すけるとんがーる9.Beef or Chicken | ミックス |
| 2018年11月14日 | ヒプノシスマイク       | MAD TRIGGER CREW VS 麻天狼                              | 2. IKEBUKURO WEST GAME PARK（Boyz Sunshine remix）    | リミックス |
| 2019年4月24日  | ヒプノシスマイク       | Enter the Hypnosis Microphone                           | 3. おはようイケブクロ                                 | 作曲・編曲・サンプルエディット・プログラミング・ピアノ・キーボード・パーカッション                                                                 |
| 2019年11月6日  | 中島愛                 | 水槽 / 髪飾りの天使（星合盤）                           | 3. 夏の記憶                                           | プロデュース・作詞 作曲 編曲・サンプル・エディット・プログラミング                                                                                 |
| 2019年12月25日 | ヒプノシスマイク       | Buster Bros!!!「Buster Bros!!! -Before The 2nd D.R.B-」 | 3.レクイエム                                          | 作詞・作曲・編曲 |
| 2020年7月22日  | イヤホンズ             | Theory of evolution                                     | 1.記録 2.記憶                                         | 作詞・作曲・編曲 |
| 2020年8月28日  | 963                    | tick tock                                               | 7.STARGET                                             | ミックス |
| 2021年2月3日   | 中島愛                 | green diary                                             | 1.Over & Over                                         | プロデュース・作詞・作曲・編曲・サンプル・エディット・プログラミング・サックス録音                                                                 |
| 2021年5月12日  | 東山奈央               | off                                                     | 1.off                                                 | 作詞・作曲・編曲 |
| 2021年5月19日  | the band apart (naked) | 3                                                       | 8.Where the light is                                  | ピアノ演奏 |
| 2021年9月22日  | イヤホンズ             | identity                                                | 2.はじめまして                                        | 作詞・作曲・編曲 |
| 2022年11月19日 | 矢野妃菜喜             | Tear drops                                              | 2. 嘘だといいな。                                     | 編曲（NAGAMUUとの共同） |

## 舞台 / メディアアート
- 中央スリーブルー (古俣太 (ガラクタコント), 吉田悠軌, ふじきみつ彦)コントライブ「2, 3カロリーの奇声」音楽（2005年1月13日〜15日）
- 劇団ままごと「わが星『OUR PLANET』」 音楽（2009年10月8日〜12日） (作・演出:柴幸男)   第54回岸田国士戯曲賞受賞
- 快快 (faifai)「インコは黒猫を探す」音楽（2010年1月20日〜22日）「シアタートラム ネクスト・ジェネレーション vol.2」
- 車AB (三浦康嗣・篠田千明)「スカイツリー」演出・脚本・音楽（2010年7月16日〜18日）「吾妻橋ダンスクロッシング 2010」
- 合唱交響曲「わが星」音楽（2010年11月27日〜28日）「北九州芸術劇場リーディングセッション vol.17」
- 夙川アトム単独ライブ「HIGHLIGHT」オープニングテーマ（2011年1月15日〜16日）
- 劇団ままごと「わが星 (再演)」　音楽（2011年4月～6月）
- ラバーガール公演 「エマ」 オープニングテーマ（2011年7月25日〜27日）
- 「合唱曲 スカイツリー」演出・音楽　（2011年8月19日〜21日「吾妻橋ダンスクロッシング 2011」）
- すみだがわチアリーダーズパレード[2]音楽（2012年3月24日）  振付：康本雅子
- 音楽劇『ファンファーレ』　共同演出・音楽（2012年9月～11月）(脚本・演出: 柴幸男(ままごと)、振付・演出: 白神ももこ(モモンガ・コンプレックス))
- 『F/Tモブ・スペシャル』演出・音楽（2013年12月7日〜8日『フェスティバル/トーキョー13』）[3]
- 『ロミオとジュリエットのこどもたち』音楽（2014年10月）（演出：三浦直之（ロロ）、主演：後藤まりこ)[4]
- 劇団ままごと「わが星 (再々演)」　音楽（2015年5月、7月）
- 「Upload a New Mind to the Body」音楽（2016年4月16日～17日　グループ展「New Sensorium-Exiting from Failures of Modernization-」）（振付・出演：森山未來）[5]
- 櫻井香純×三浦康嗣「レスリーケン」音楽（2019年10月22日）[6]

## コマーシャルアート
- J-WAVE　開局20周年記念ジングル（2008）
- スペースシャワーTV「SPACE SHOWER MUSIC UPDATE」オープニング・エンディングテーマ （2008）
- スペースシャワーTV「スペチャ! SPACE SHOWER MUSIC CHART SHOW」音楽（2009）
- 花王「メリット」TVCM（歌唱）（2010）
- スペースシャワーTV　CANVAS_1.0.0「V.L.C」（2011）
- イオン 「トップバリュ自転車」 TVCM 音楽・ナレーション（2011）
- 西松屋チェーン 「7days Fashion」 　TVCM 音楽・ナレーション（2011）
- ユニクロ「UNIQLOOKS UTスタイルコンテスト」オープニングムービー音楽 (2012)
- 森永製菓「ウイダーinゼリー」CM「ストレッチ錦織・浅田篇」 音楽（2013）
- 六本木ヒルズ10周年記念特設WEBサイト「TOKYO CITY SYMPHONY」音楽プロデュース（2013）
- 森ビル 「考えよう。六本木ヒルズ」 ウェブサイト　音楽（2013）
- LOVE FM　クリスマスイルミネーション点灯式「天神クリスマスシンフォニー」音楽プロデュース (2014)
- FRANCK MULLER PROMOTION MOVIE 2015
- 小学館 香取慎吾「慎語事典」TVCM（2015）
- NISSAN 「TEATRO for DAYZ」(モーターショー用音楽)（2015）
- MIZKAN MUSEUM　「時の蔵」展示音楽[7]（2015）
- エルメスジャポン クリスマスキャンペーン「The Magic Christmas Box」音楽プロデュース (2015)
- バスキュール × プログレステクノロジーズ「TABO」内コンテンツ「TABO NOW」音楽 (2016)
- 渋谷のラジオ ステーションジングル (2016)
- マルコメ「ダイズラボ　大豆のお肉 使ってみた！篇」CM（2016）
- Bascule Inc. ウェブサイト 音楽プロデュース (2016)
- エルメスジャポン クリスマスキャンペーン「エルメスのちいさな絵本」音楽プロデュース (2016)
- 東京大学 大学紹介映像『UTokyo/Society』音楽プロデュース（2017）
- ガンホー CM「Change the Game篇」音楽（2017）
- キリン「旅する氷結　「世界と出会おう (カラマリ)篇」」歌唱 （2017）
- nendo「ミラノサローネ」展示音楽（2017/2018）「天理駅前広場コフフン」映像音楽（2017)
- YKK×nendo「zippppper project」映像音楽(2017)
- 三越伊勢丹「ランドセルカタログスペシャルムービー」（2017）
- （2017）
- エルメス「HERMÈS MARIONETTE THEATRE」ウェブサイト（2017）
- BIGLOBEモバイルCM「SIM替え」篇　(ナレーション)（2017）
- 杉田エース「oitec」映像音楽(2017)
- nendo「forms of movement」展覧会音楽プロデュース（2018）
- クライン ダイサム アーキテクツ × カリモク「ドラドラ」展示音楽プロデュース（2018）
- 福島県楢葉町YouTube「ナラハチャンネル」動画「みんなの韻 #9 ＜ハマナツ＞」編曲・ミックス（2018）
- エルメスジャポンの期間限定ラジオ局「ラジオエルメス」　テーマ曲・ジングル・楽曲制作  (2019)
- 文化放送「みらいブンカ village - 浜松町Innovation Culture Cafe」テーマ曲・ジングル・BGM　(2019)
- 森ビルの研究施設「森ビルアーバンラボ」音楽プロデュース
- エルメスジャポンのクリスマスキャンペーン「Dreams of Fireworks」音楽プロデュース
- ぴあアリーナMM　パブリックスペース「モーションコリドー」（サウンドプロデュース）（2020）[8]
- 森永乳業 「ピノかわいいパッケージ50」発売記念ムービー『ピノとピノコ 【かわいい】って？』 （音楽） (2020)[9]
- インターネットラジオ音泉「イヤホンズの三平方の定理」ジングル(2020)
- エルメスジャポンのクリスマスキャンペーン「l'Orange de Noël」音楽プロデュース(2020)
- バスキュール / テレビ東京「KIBO宇宙放送局 THE SPACE SUNRISE LIVE 2021」音楽 (一部) (2020)
- ユナイテッドのパーパスムービー「意志の力を最大化し、社会の善進を加速する」音楽プロデュース(2022)
- ハンズのブランドメッセージ映像 音楽(2022)
- ブリヂストン × ENEOSのプロジェクト映像「ブリヂストン × ENEOS のタイヤケミカルリサイクル共創」音楽(2022)
- タカラトミー「ぴっかんこうえん」オープニング音楽(2023)

## ラジオ
- 渋谷のラジオ『SHIBUYASUSHI』（毎月第4金曜日20時放送）2016年5月27日より放送開始

## 関連書籍
- 新しい音楽とことば（2014年11月14日発売、スペースシャワーネットワーク 978-4907435424）編者：磯部涼　さやわかによるインタビュー掲載
- メロディがひらめくとき アーティスト16人に訊く作曲に必要なこと (2015年9月1日発売、DU BOOKS 978-4907583644) 著者: 黒田 隆憲 インタビュー掲載